# Hohenbergia pennae
Hohenbergia pennae là một loài thực vật có hoa trong họ Bromeliaceae. Loài này được E.Pereira mô tả khoa học đầu tiên năm 1983.